# Italfon
La Italfon è stata una casa discografica italiana.

## Storia
La Italfon fu una casa ed etichetta discografica di Milano, fondata negli anni 30 del novecento e operativa fino agli anni sessanta.
Era di proprietà della Rinascente e di Upim ed aveva la caratteristica di distribuire i propri dischi quasi esclusivamente attraverso le catene di vendita di questi due marchi, probabilmente anche come omaggio per i clienti.
Il primo marchio era costituito dalla scritta Italfon in caratteri stampatelli, inseriti all'interno di una sezione esterna di circonferenza. La discografia comprendeva sia inediti che classici, oltre a riedizioni di canzoni di successo.
Pubblicò dischi sia in 45 giri che - precedentemente - in 78 giri. Il motto delle prime incisioni era "armonia, sonorità, perfezione."
Fra gli interpreti dell'etichetta, si ricordano alcuni artisti lanciati - essenzialmente negli anni precedenti la seconda guerra mondiale - in accordo con altre etichette quali Excelsius ed Italdisco, sotto il controllo artistico della Fonit: il tenore Renzo Mori, la cantante Norma Bruni ed il cantante Giovanni Turchetti.
Dal dopoguerra la produzione si limitò alla riproposizione di successi delle principali manifestazioni canore, reinterpretati. Nei primi anni sessanta, con il crescente successo della discografia italiana, dei cantautori e la minore richiesta di versioni ballabili, strumentali o comunque reinterpretate delle canzonette, la Italfon cessò definitivamente le proprie pubblicazioni.

## Dischi
La datazione qui riportata si basa sull'etichetta del disco o sulla copertina; qualora nessuno di questi elementi abbia una datazione, è basata sulla numerazione del catalogo.

### Dagli anni '30 agli anni  '60
La serie a 78 giri della Italfon aveva come codice di catalogo UP- per quanto riguarda l'intero catalogo. Le prime etichette erano in colore marrone con grafiche e il logo Italfon color oro. Successivamente, l'etichetta diviene color rosso cardinale. Le copertine sono neutre, forate e identiche per tutti i dischi, riportando vari slogan e i riferimenti all'esclusività di vendita.
| Numero di catalogo                        | Anno | Compositore                                     | Interprete                               | Titoli                                              |
| ----------------------------------------- | ---- | ----------------------------------------------- | ---------------------------------------- | --------------------------------------------------- |
| UP 1001                                   | ?    | Giuseppe Verdi                                  | Mario Ori                                | Questo o quello/La Donna è mobile (da Il rigoletto) |
| UP 1008                                   | ?    | Giacomo Puccini                                 | Tina Billi                               | Si, mi chiamano Mimì (da La Boheme)                 |
| UP 2051                                   | ?    | Iosif Ivanovici                                 | Orchestra Danubio Azzurro                | Onde del Danubio,La vedova allegra                  |
| UP 2261                                   | 1939 | Mario Panzeri/Di Lazzaro                        | Tino d'Alba                              | La Piccinina,È stata una follia                     |
| UP 2839 ritampata in 45 giri come UEP4003 | 1958 | Burt Bacharach, Hal David, Nisa/Mariano Rapetti | Gianni Vassallo, Orchestra da ballo Eros | Magic Moments, Amo Parigi                           |

### Gli anni sessanta
Con l'avvento dei 45 giri, alla fine degli anni '50, anche la Italfon dovette adeguarsi. Il numero di catalogo cambiò tipologia, e i pezzi pubblicati furono, per lo più, riedizioni orchestrali di successi dell'epoca. La grafica dei 45 giri muta, diventando celeste, mentre il logo Italfon viene costituito da corsivo grassetto in colore amaranto. Le copertine sono neutre e forate, identiche per tutti i dischi, con il logo della casa discografica e il nome Upim. I dischi di maggior successo vennero ristampati da 78 in 45 giri.
Spesso il lato B riportava numero di catalogo, autori e canzoni diverse rispetto a quello A, e non sempre le riedizioni venivano stampate rispettando gli abbinamenti. Ove possibile, si fa riferimento alla prima stampa in 45 giri, e si riporta il lato B in riferimento al lato A.
| Numero di catalogo | Anno | Compositore                                       | Interprete                                                | Titoli                                  |
| ------------------ | ---- | ------------------------------------------------- | --------------------------------------------------------- | --------------------------------------- |
| SPU 6884           | 1961 | Riccardo Pazzaglia/Joe Sentieri                   | Orchestra da ballo Italfon/Oscar Carboni                  | Lei                                     |
| SPU 6921           |      | Domenico Modugno                                  | Orchestra da ballo Italfon/Gino Rotigliano                | Giovane Amore                           |
| SPU 6946           | 1962 | Testa/Cozzoli                                     | Orchestra da ballo Italfon                                | Vestita di Rosso                        |
| SPU 6979           |      | Carlo Alberto Rossi/Edoardo Vianello              | Orchestra da ballo Italfon/Lally Briata                   | Guarda come dondolo                     |
| SPU 6978           | ?    | Cenci/Faiella/Mazzocchi                           | Orchestra da ballo Italfon/Lally Briata                   | St. Tropez Twist, (abbinato a SPU 6979) |
| SPU 6985           | 1963 | Gualtiero Malgoni/Bruno Pallesi/Giuseppe Perotti) | Orchestra da ballo Italfon/Franco Solinas/Vittoria Briffa | Amor, mon amour, my love                |

### Gli anni sessanta: gli extended play 45
A complicare ulteriormente la catalogazione, alcuni 45 giri, con prefisso UEP e diversa grafica (la scritta Italfon in carattere minuscolo grassetto nero, bordato di bianco, con l'etichetta rossa), riportano ben 2 pezzi, di diversi autori, per lato. Questi "extended" 45 giri risultano anche in ristampe con i titolo modificati.
| Numero di catalogo             | Anno | Compositore                                                  | Interprete                                          | Titoli                               |
| ------------------------------ | ---- | ------------------------------------------------------------ | --------------------------------------------------- | ------------------------------------ |
| UEP 4004                       | 1955 | Pietro Garinei/Sandro Giovannini/Renato Rascel/Raul Portela  | Enzo Marcello/Orchestra da ballo Eros               | Arrivederci Roma, Lisboa Antigua     |
| UEP 4011                       | 1958 | Franco Migliacci/Domenico Modugno. Dal film Mariti in città. | Dean Taylor/Orchestra da ballo Eros/Gianni Vassallo | Nel blu dipinto di blu, Resta cu mme |
| UEP 4012 (abbinata a UEP 4011) | 1958 | Mario Panzeri/Vincenzo Di Paola/Sandro Taccani.              | Orchestra da ballo Eros/Gianni Vassallo             | Come prima, Fascination              |